# O gode Gud i himmels tron
O gode Gud i himmels tron är en svensk bönepsalm skriven av Jesper Swedberg.

## Publicerad i
- Den svenska psalmboken 1694 som nummer 357 under rubriken "Böne Psalmer".
- 1695 års psalmbok som nummer 301 under rubriken "Böne-Psalmer".[1]